# Гачечиладзе, Георгий Иванович
Георгий Иванович Гачечиладзе (17 августа 1914, Кутаиси, Российская империя — 1994) — советский шахматный деятель.
Начальник отдела Шахматного Госкомспорта Грузинской ССР (с 1953).
Заслуженный тренер СССР (1971) и международный арбитр (1962). Юрист.